# Stanisław Markiewicz (religioznawca)
Stanisław Markiewicz (ur. 9 maja 1923 w Marles-les-Mines we Francji, zm. 13 czerwca 2006) – polski publicysta, religioznawca i politolog marksistowski, działacz PZPR. 
Uzyskał stopień naukowy doktora.

## Wybrane publikacje
- Hierarchia kościelna a postęp społeczny, Warszawa: Zjednoczone Stronnictwo Ludowe Naczelny Komitet Wydział Propagandy, Ludowa Spółdzielnia Wydawnicza, 1964.
- Chrześcijaństwo a związki zawodowe, Warszawa: Instytut Wydawniczy Związków Zawodowych, 1985.
- Co sądzić o soborowej Deklaracji o wychowaniu chrześcijańskim, Warszawa: Centralny Ośrodek Doskonalenia Kadr Laickich, 1967.
- CSU – historia i teraźniejszość, Warszawa: Wydawnictwo Ministerstwa Obrony Narodowej, 1981.
- Czyńcie ziemię sobie poddaną…, Warszawa: Krajowa Agencja Wydawnicza, 1985.
- Elementy polityczne w przemówieniach Jana Pawła II wygłoszonych w czasie drugiej wizyty w Polsce, Warszawa: Krajowa Agencja Wydawnicza, Wydział Informacji KC PZPR, 1983.
- Encyklika Humanae vitae przejawem kryzysu w Kościele, Warszawa: Centralny Ośrodek Doskonalenia Kadr Laickich, 1969.
- Ewolucja społeczna doktryny Kościoła, Warszawa: „Książka i Wiedza”, 1983.
- Ideologiczne i polityczne treści teologii wyzwolenia, Warszawa: „Książka i Wiedza”, 1985.
- III sesja II soboru watykańskiego. Wybrane korespondencje z Rzymu, Warszawa: Centralny Ośrodek Doskonalenia Kadr Laickich, 1965.
- Jan XXIII wobec problemów współczesności. Zarys polityki Watykanu 1958–1962, Warszawa: Wydawnictwo Ministerstwa Obrony Narodowej, 1962.
- Jesienią nad Tybrem, Warszawa: „Czytelnik”, 1966.
- Katolickie idee wychowania, Warszawa: „Książka i Wiedza”, 1972.
- Katolicyzm polityczny w Ameryce Łacińskiej 1968–1979, Warszawa: PWN, 1981.
- Katolicyzm polityczny w Republice Federalnej Niemiec (1966–1976), Warszawa: „Książka i Wiedza”, 1978.
- Katolicyzm w Ameryce Łacińskiej, Warszawa: Ludowa Spółdzielnia Wydawnicza, 1969.
- Katolicyzm w Ameryce Łacińskiej (materiały szkoleniowe), Warszawa: Centralny Ośrodek Doskonalenia Kadr Laickich, 1967.
- Klerykalizm, Warszawa: „Iskry”, 1966.
- Kościół rzymskokatolicki a państwa socjalistyczne, Warszawa: „Książka i Wiedza”, 1974.
- Kościół rzymskokatolicki – dwadzieścia lat po drugim Soborze Watykańskim, Warszawa: „Książka i Wiedza”, 1986.
- Między Waszyngtonem, Rzymem i Sajgonem, Warszawa: Ludowa Spółdzielnia Wydawnicza, dr. 1965.
- Międzynarodowa polityka Watykanu, Warszawa: „Książka i Wiedza”, 1983.
- Międzynarodówka Chrześcijańsko-Demokratyczna. Wybór podstawowych dokumentów 1947–1977, Warszawa: IBWPK, 1979.
- Mniejszości wyznaniowe wobec obchodów Tysiąclecia Państwa Polskiego i millenium chrześcijaństwa, Warszawa: Centralny Ośrodek Doskonalenia Kadr Laickich, 1966.
- Na manowcach „pojednania” biskupów polskich z biskupami zachodnioniemieckimi, Warszawa: Krajowa Agencja Wydawnicza, Wydział Informacji KC PZPR, 1984.
- O niektórych zagadnieniach dotyczących stosunku partii do religii i Kościoła. Skrypt wykładu, Warszawa: Wyższa Szkoła Nauk Społecznych przy KC PZPR, 1959.
- Orientacje ideowo-polityczne Stolicy Apostolskiej w świetle wypowiedzi Jana Pawła II, Warszawa: Wydawnictwo „Książka i Wiedza”, WSW „Prasa-Książka-Ruch”, 1983.
- Orientacje społeczne nierzymsko-katolickich kościołów i związków wyznaniowych w Polsce, Warszawa: „Książka i Wiedza”, 1983.
- Ostatni etap kościelnego millenium, Warszawa: Centralny Ośrodek Doskonalenia Kadr Laickich, 1965.
- Państwo i Kościół w okresie dwudziestolecia Polski Ludowej, Warszawa: „Książka i Wiedza”, 1965.
- Państwo i Kościół w Polsce, Warszawa: Krajowa Agencja Wydawnicza, 1984.
- Państwo i Kościół w Polsce Ludowej, Warszawa: Ludowa Spółdzielnia Wydawnicza, 1981.
- Partia a religia. Materiał pomocniczy na zebrania ideologiczne POP, Warszawa: „Książka i Wiedza”, 1983.
- Podstawy marksistowskiego religioznawstwa i polityki wyznaniowej PRL, Warszawa: „Książka i Wiedza”, 1988.
- Polityka Jana XXIII i Pawła VI, Warszawa: Wydawnictwo Ministerstwa Obrony Narodowej, 1964.
- Polityka wschodnia Watykanu, Warszawa: Krajowa Agencja Wydawnicza, 1982.
- Praca ludzka w świetle teorii marksizmu-leninizmu i praktyki budownictwa socjalistycznego w Polsce, Warszawa: „Książka i Wiedza”, 1983.
- Problemy rozdziału Kościoła od państwa w RFN, Warszawa: Towarzystwo Krzewienia Kultury Świeckiej, Centralny Ośrodek Doskonalenia Kadr Laickich, 1975.
- Protestantyzm, Warszawa: Krajowa Agencja Wydawnicza, 1982.
- Pytania i odpowiedzi na temat: Państwo – Kościół – Watykan, Warszawa: Redakcja Wydawnictw Wydziału Propagandy i Agitacji KC PZPR, 1971.
- Ruch chrześcijańsko-demokratyczny w świecie współczesnym. Zarys monograficzny, Warszawa: Instytut Wydawniczy Związków Zawodowych, 1988.
- Socjologiczne prawo retrospekcji Kazimierza Kelles-Krauza, Warszawa: Książka i Wiedza, 1964.
- Spadkobiercy krzyżackich tradycji, Warszawa: Wydawnictwo Ministerstwa Obrony Narodowej, 1966.
- Społeczna doktryna Kościoła rzymskokatolickiego a świat współczesny, Warszawa: „Książka i Wiedza”, 1983, 1984.
- Społeczno-polityczne ugrupowania katolików świeckich w Polsce Ludowej, Warszawa: Centralny Ośrodek Doskonalenia Kadr Laickich, 1965.
- Sprzeczności we współczesnym katolicyzmie, Warszawa: „Książka i Wiedza”, 1964.
- Stanowisko Watykanu wobec węzłowych problemów współczesnego świata, Warszawa: „Książka i Wiedza”, 1985.
- Stosunek partii marksistowsko-leninowskiej i państwa socjalistycznego do Kościoła i religii. Materiały, Warszawa: nakładem „Trybuny Ludu”, 1983.
- Stosunki między państwem a Kościołem rzymskokatolickim i innymi wyznaniami chrześcijańskimi w Polsce, Warszawa: Komitet Warszawski PZPR, 1967.
- U Drzwi Dobra i Zła, Warszawa: „Czytelnik”, 1981.
- W cieniu Bazyliki, Warszawa: „Czytelnik”, 1970.
- W świątyniach Wschodu i Zachodu, Warszawa: Ludowa Spółdzielnia Wydawnicza, 1974.
- Warunki materialnego życia społeczeństwa (stenogram wykładu), Warszawa: Centralny Ośrodek Szkolenia Partyjnego PZPR, 1954.
- Watykan i NRF wobec spraw polskich, Warszawa: Wydawnictwo Ministerstwa Obrony Narodowej, 1964 (1963).
- Wietnam a sumienie kościołów, Warszawa: Ludowa Spółdzielnia Wydawnicza, 1971.
- Współczesna chrześcijańska demokracja, Warszawa: Wydawnictwo Ministerstwa Obrony Narodowej, 1977.
- Współczesne chrześcijaństwo w Polsce, Warszawa: „Książka i Wiedza”, 1967.
- Współdziałanie kościoła i państwa w świetle teorii i praktyki, Warszawa: „Książka i Wiedza”, 1984.
- Z problemów laicyzacji życia społecznego, Warszawa: „Książka i Wiedza”, 1984[3].

## Nagrody
- Nagroda "Miesięcznika Literackiego" (1983) za książkę "Ewolucja społecznej doktryny kościoła"[4]
- Nagroda im. Ludwika Waryńskiego (1984) za pracę "Ewolucja społecznej doktryny kościoła" (Książka i Wiedza)[5].